# Țestoasa de Galápagos

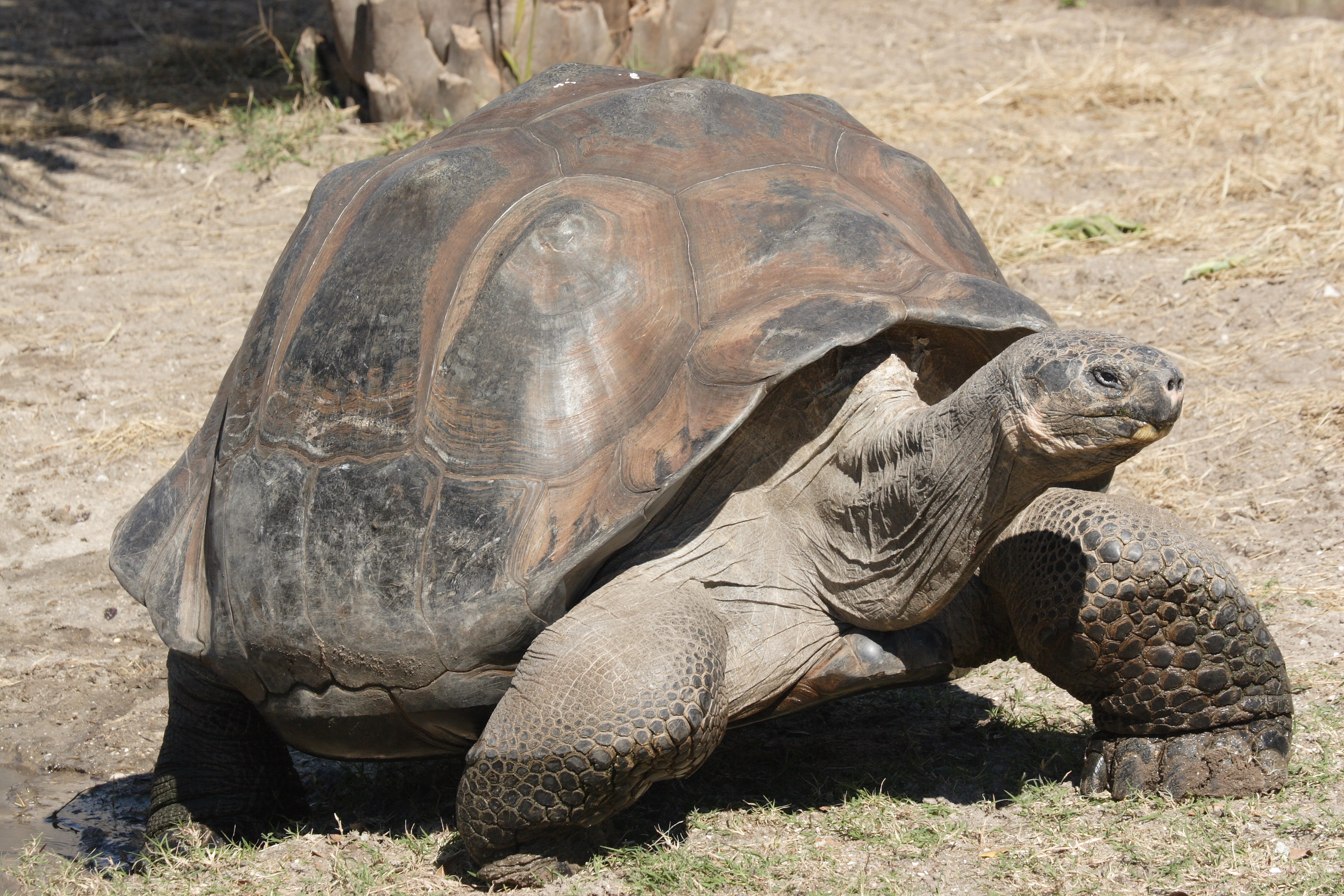
Țestoasa de Galapagos

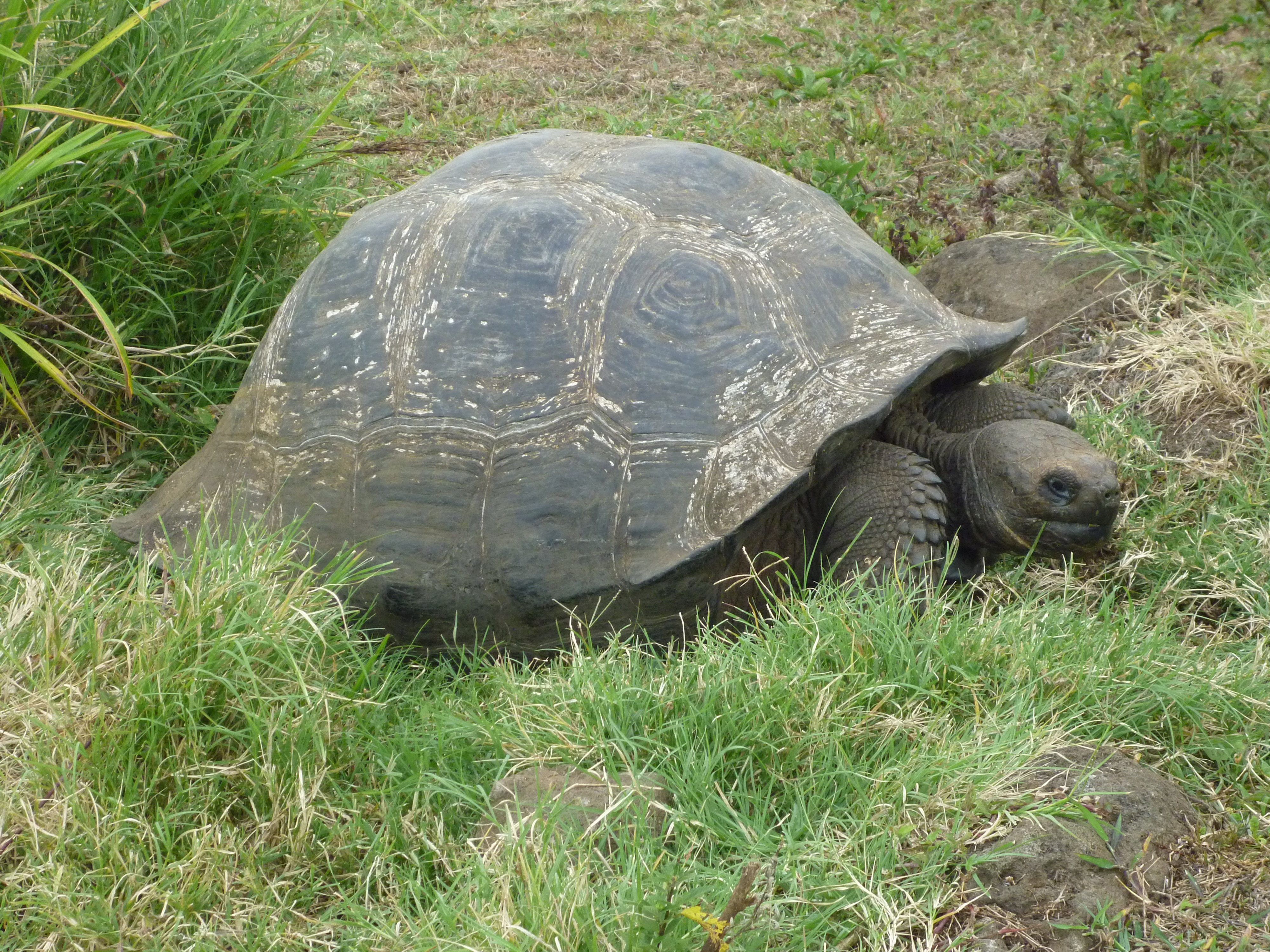
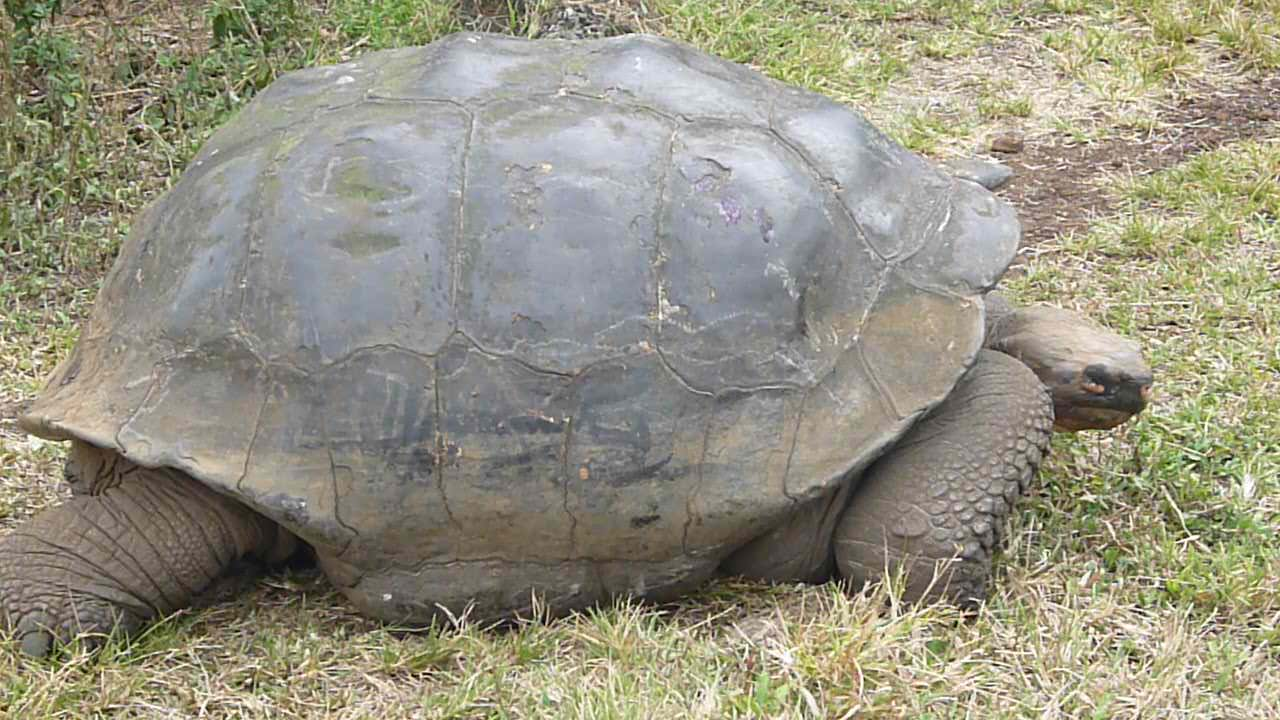
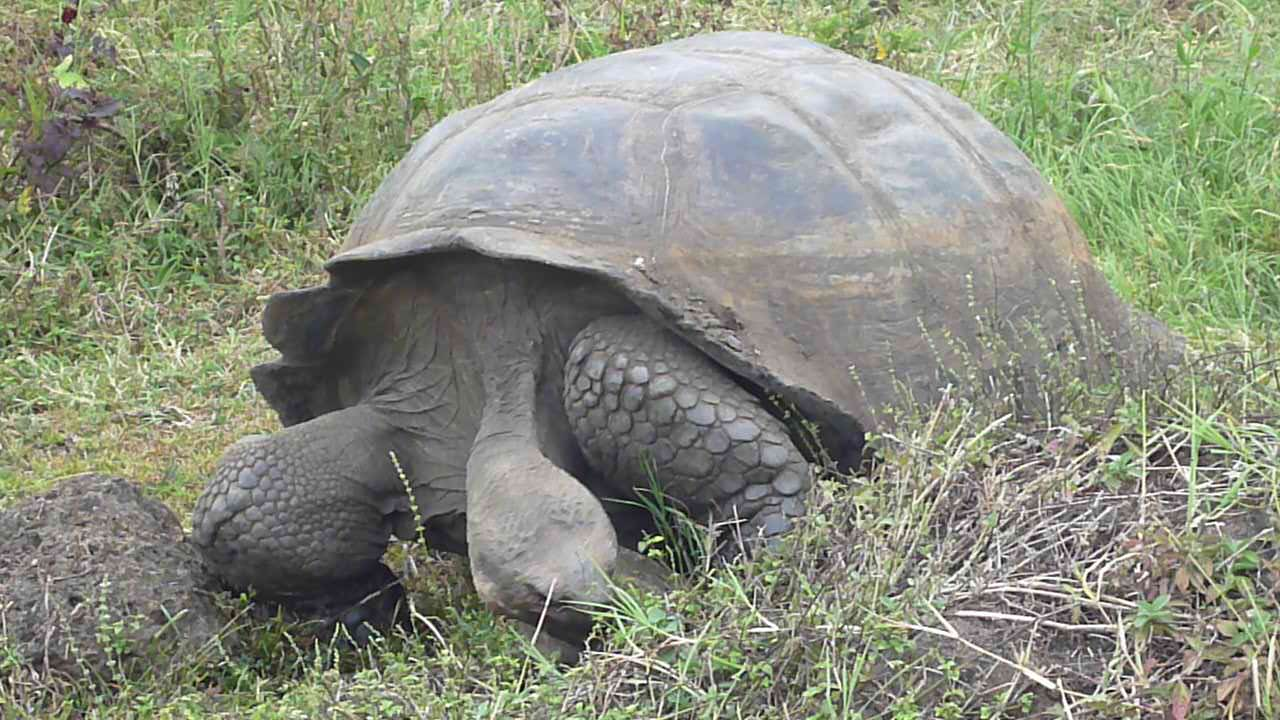
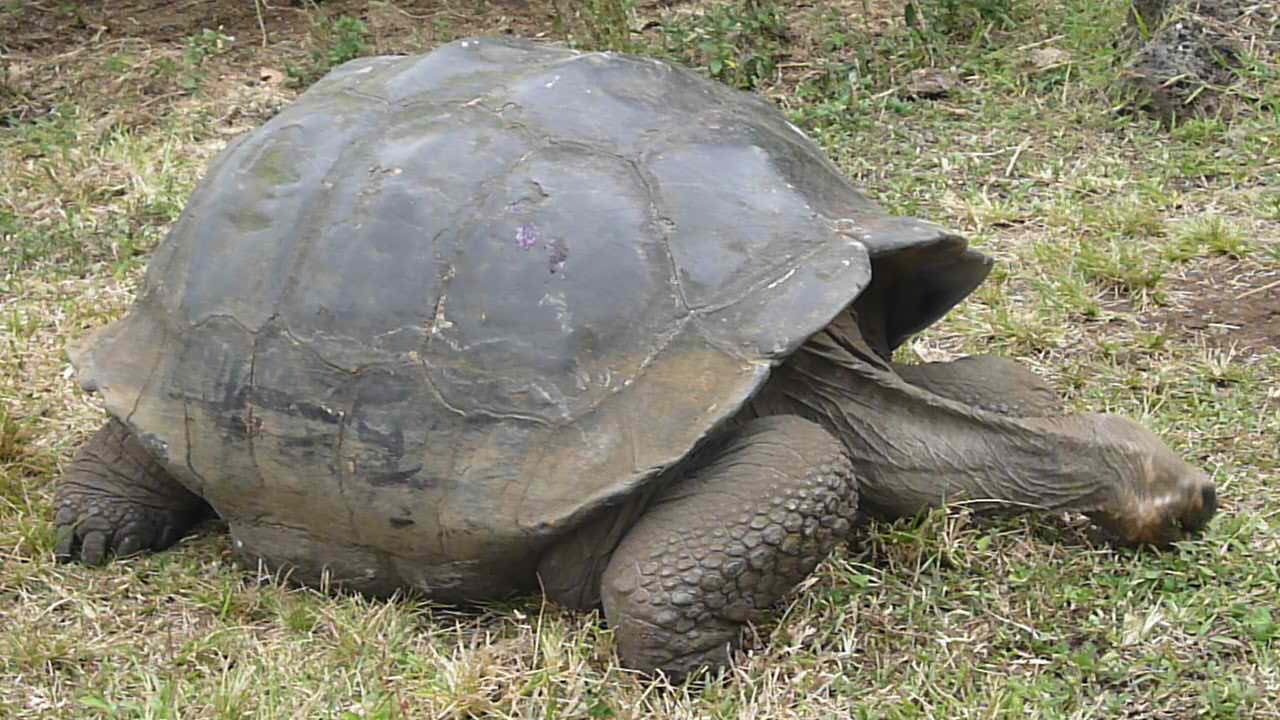
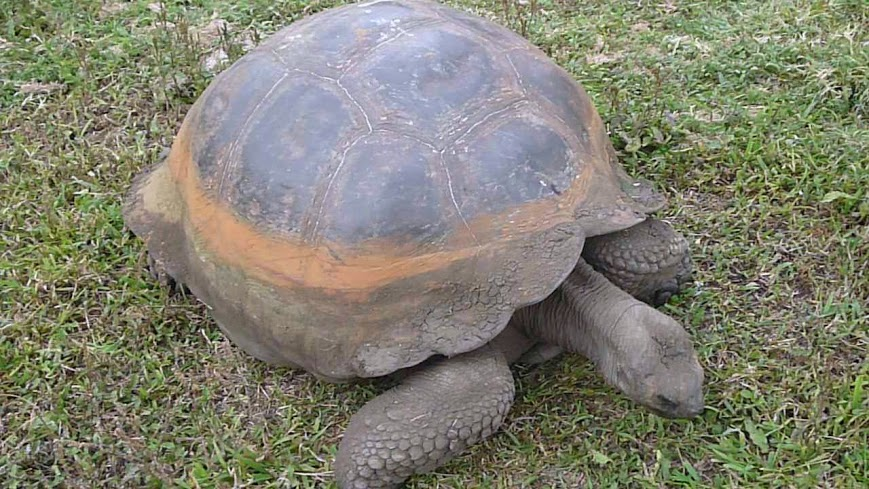
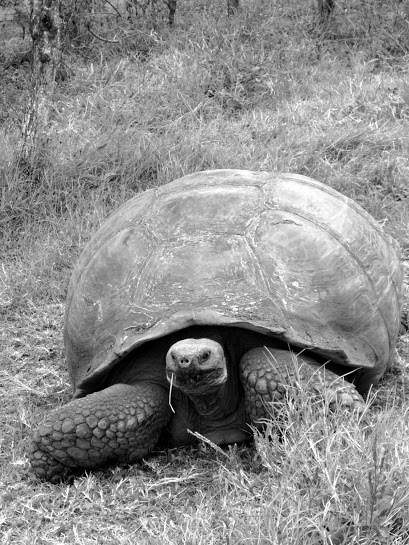

Țestoasa de Galapágos sau broasca țestoasă gigant din Galápagos (Chelonoidis nigra) este una dintre cele mai mari specii vii de broască țestoasă și cea de a 10-a cea mai grea reptilă vie, ajungând la greutăți de peste 400 kg și o lungime de peste 1,8 m. Cu durata de viață în sălbăticie de peste 100 de ani, este una dintre cele mai longevive vertebrate. Un individ în captivitate a trăit cel puțin 170 de ani.
Țestoasa gigant este specie endemică în șapte dintre Insulele Galapágos, un arhipelag de origine vulcanică din Pacific la aprox. 1000 km de Ecuador. Arhipeleagul a fost descoperit în secolul al XVI-lea și numit după termenul spaniol galapago, care înseamnă țestoasă.

## Țestoasa de Galápagos
miniatura